# Anisia gilvipes
Anisia gilvipes är en tvåvingeart som först beskrevs av Daniel William Coquillett 1897.  Anisia gilvipes ingår i släktet Anisia och familjen parasitflugor. Inga underarter finns listade i Catalogue of Life.